# 교류 회로
교류 회로란 회로 내의 전력 공급원으로부터 발생하는 전류의 양과 방향이 주기적으로 바뀌는 회로를 말한다. 교류의 종류로는 사인파, 삼각파, 사각파 등이 있으며 그 중에서도 사인파가 가장 전형적인 교류라 할 수 있다. 이 때, 삼각파나 사각파를 비롯해 주기성을 띠는 임의의 전류는 사인파의 합성을 이용해 생성가능하다.

## 저항만 연결된 경우

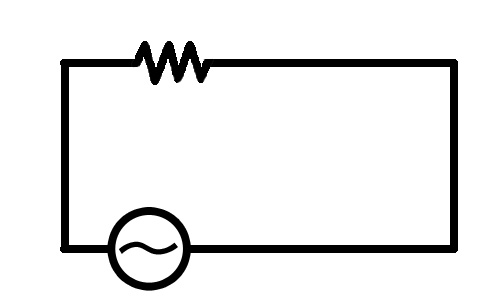
저항 회로

전원으로부터 발생하는 전압을 V, 저항체의 저항을 R이라 하자.
{\displaystyle V=V_{M}\sin \omega t}
전원의 전압이 위와 같이 변한다고 하면 저항체를 지나는 전류는 아래와 같이 구할 수 있다.
{\displaystyle I={\frac {V}{R}}={\frac {V_{M}}{R}}\sin \omega t}
여기서 전류의 최댓값을 {\displaystyle I_{M}}이라 한다면 위식은 아래와 같이 변형가능하다.
{\displaystyle I=I_{M}\sin \omega t}

## 축전기만 연결된 경우

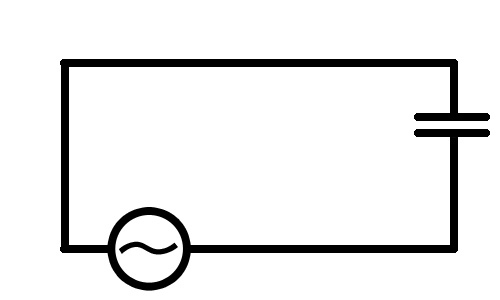
축전기 회로

전압을 V, 축전기의 전기용량을 C, 축전기의 전하량을 Q라 하면
{\displaystyle Q=CV=CV_{M}\sin \omega t}
따라서 축전기에 흐르는 전류는
{\displaystyle I={\frac {dQ}{dt}}=CV_{M}\omega \cos \omega t}
가 된다. 위의 식에서도 확인할 수 있듯, 축전기가 있을 때, 전압과 전류는 90도의 위상차를 갖는다.

## 코일만 연결된 경우

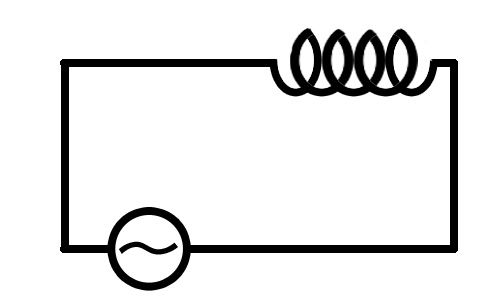
코일 회로

전압을 V, 코일의 유도용량을 L이라 하면
{\displaystyle L{\frac {dI}{dt}}=V_{M}\sin \omega t}
이므로 시간에 따른 전류를 아래 식으로 표현할 수 있다.
{\displaystyle I=-{\frac {V_{M}}{\omega L}}\cos \omega t}
역시 축전기만 연결된 경우와 마찬가지로 코일이 있을 때, 전압과 전류는 90도의 위상차를 갖는다.

## 저항, 축전기, 코일의 직렬연결

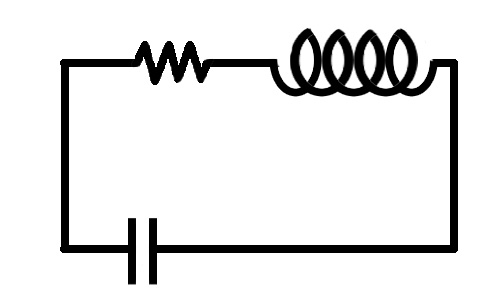
RLC 회로

저항체의 저항, 축전기의 전기용량, 코일의 유도용량이 각각 R, C, L일 때 저항체, 축전기, 코일을 직렬로 연결한 경우에 대해 키르히호프 정리를 적용하면
{\displaystyle {\frac {Q}{C}}+R{\frac {dQ}{dt}}+L{\frac {d^{2}Q}{dt^{2}}}=0}
이 된다. 이 미분방정식의 해는 아래와 같다.
{\displaystyle Q=Q_{M}e^{-{\frac {R}{2L}}t}\cos {\sqrt {{\frac {1}{LC}}-({\frac {R}{2L}})^{2}}}t}  ({\displaystyle {\frac {1}{LC}}>{\frac {R^{2}}{4L^{2}}}}인 경우)
{\displaystyle Q=Q_{M}e^{-{\frac {R}{2L}}t}}  ({\displaystyle {\frac {1}{LC}}={\frac {R^{2}}{4L^{2}}}}인 경우)
{\displaystyle Q=Q_{M}e^{-({\frac {R}{2L}}+{\sqrt {{\frac {R^{2}}{4L^{2}}}-{\frac {1}{LC}}}})t}}  ({\displaystyle {\frac {1}{LC}}<{\frac {R^{2}}{4L^{2}}}}인 경우)
한편, 이 회로에서 저항이 없는 경우, 즉 R=0인경우의 해는
{\displaystyle Q=Q_{M}e^{-{\frac {R}{2L}}t}\cos {\sqrt {\frac {1}{LC}}}t}
이다. 이때 회로에서는 에너지 손실이 일어나지 않고 축전기는 영원히 충전과 방전을 반복하는데 이때의 진동수를 고유진동수라 하며 그 값에 {\displaystyle 2\pi }를 곱한 값을 고유 각운동량을 고유각운동량{\displaystyle \omega _{0}}이라 한다.
{\displaystyle \omega _{0}^{2}={\frac {1}{LC}}}

### 교류 전압이 걸린 RLC회로

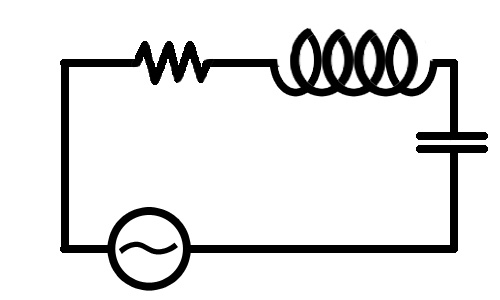
RLC 회로

RLC회로에 교류전압이 걸리는 경우 위 식은 아래와 같이 바꿔쓸 수 있다.
{\displaystyle {\frac {Q}{C}}+R{\frac {dQ}{dt}}+L{\frac {d^{2}Q}{dt^{2}}}=V_{M}\sin \omega t}
위 이차 미분방정식의 특수해는
{\displaystyle Q={\frac {V}{(\omega ^{2}L-{\frac {1}{C}})\sin \phi -\omega R\cos \phi }}\cos(\omega t+\phi )} (이때, {\displaystyle \tan \phi ={\frac {{\frac {1}{\omega C}}-\omega L}{R}}})
이다. 앞에서 우변이 0일 때에 대해서 구한 일반해를 {\displaystyle Q_{g}(t)}라하면 위 미분방정식의 해는 아래와 같이 표현가능하다.
{\displaystyle Q={\frac {V}{(\omega ^{2}L-{\frac {1}{C}})\sin \phi -\omega R\cos \phi }}\cos(\omega t+\phi )+Q_{g}(t)} (이때, {\displaystyle \tan \phi ={\frac {{\frac {1}{\omega C}}-\omega L}{R}}})
하지만 이때, {\displaystyle Q_{g}(t)}는 시간이 흐름에 따라 지수적으로 감소하므로 전류가 흐른 후 약간의 시간이 흐른 후부터는 {\displaystyle Q_{g}(t)}를 무시할 수 있다.
위 식을 t에 대해 미분하여 얻을 수 있는 회로에 흐르는 전류의 양은 다음과 같다.
{\displaystyle I={\frac {V}{\sqrt {R^{2}+({\frac {1}{\omega C}}-\omega L)^{2}}}}\sin(\omega t+\phi )} (이때, {\displaystyle \tan \phi ={\frac {{\frac {1}{\omega C}}-\omega L}{R}}})
이때, {\displaystyle X_{C}={\frac {1}{\omega C}},X_{L}=\omega L}이라 하면 위 식은
{\displaystyle I={\frac {V}{\sqrt {R^{2}+(X_{C}-X_{L})^{2}}}}\sin(\omega t+\phi )} (이때, {\displaystyle \tan \phi ={\frac {X_{C}-X_{L}}{R}}})
으로 바꿀 수 있으며 이 때
{\displaystyle Z={\sqrt {R^{2}+(X_{C}-X_{L})^{2}}}}
를 RLC회로의 임피던스라 정의한다.
RLC회로는 저항이 Z인 회로에 V의 전압이 걸렸을 때와 유사한 모양을 보인다.

### 공진
RLC회로에서 {\displaystyle X_{C}=X_{L}}인 경우, 즉
{\displaystyle w=w_{0}={\frac {1}{\sqrt {LC}}}}
인 경우를 공명이라 한다. 공명상태에서는 전압과 전류의 위상차가 0이 되고, 전류의 최댓값이 가장 커진다.